# Souloise
Die Souloise ist ein Fluss in Frankreich, der in den Regionen Auvergne-Rhône-Alpes und Provence-Alpes-Côte d’Azur verläuft. Sie entspringt in der Gebirgslandschaft des Dévoluy-Massivs, nördlich des Passes Col de Rabou, im Gemeindegebiet von Dévoluy, entwässert zunächst in nordwestlicher Richtung, dreht dann auf Nordost bis Nord und mündet nach rund 26 Kilometern an der Gemeindegrenze von Ambel und Pellafol als linker Nebenfluss in den Drac, der hier zum Lac de Sautet aufgestaut ist. Auf ihrem Weg durchquert die Souloise die Départements Hautes-Alpes und Isère.

## Orte am Fluss
- Dévoluy
- Saint-Disdier, Gemeinde Dévoluy
- Monestier-d’Ambel
- Ambel

## Sehenswürdigkeiten
- Schlucht Les Étroits en Dévoluy,
- Schlucht Défilé de la Souloise,

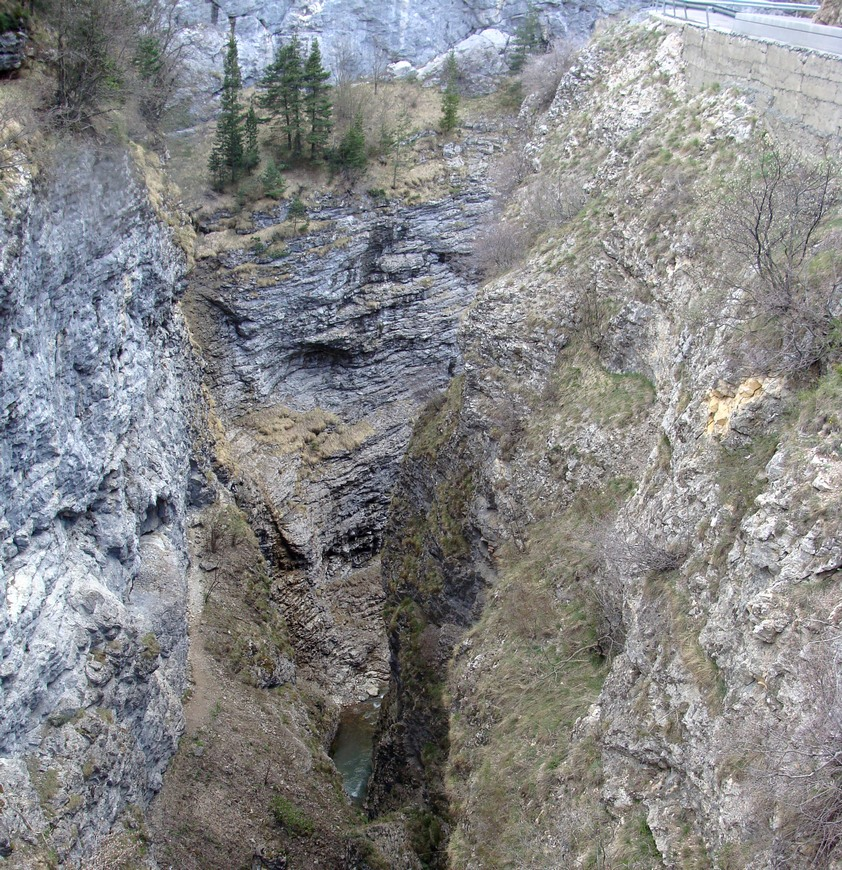
In der Schlucht Les Étroits en Dévoluy

- Wasserreiche Karstquellen Grandes Gillardes und Petites Gillardes münden unterhalb von Saint-Disdier in den Fluss,
- ehemaliger Bewässerungskanal Canal de Pellafol zur Bewässerung des Plateaus von Pellafol.